# Vidare
Vidare je lokalitet u dolini Uzvinske rijeke u Republici Srpskoj, BiH. Vidare predstavljaju najplodniji i najširi dio doline Uzvinske rijeke, a naziv su dobile po mjestu za vidanje rana u vrijeme dok su na tim prostorima hajduci presretali turske karavane, posebno  hajduk Inđa i hajduk Kuzman, koji su hajdukovali krajem 18. vijeka i početkom 19. vijeka. Vidare su široke oko 700 a dugačke oko 900 metara